# Marginalzonen-Lymphom
Das Marginalzonen-Lymphom (engl. marginal-zone lymphoma, MZL) ist ein langsam wachsendes (indolentes) Non-Hodgkin-Lymphom, das von B-Lymphozyten ausgeht und in der Regel eine gute Prognose hat.
Es ist nicht mit dem hochaggressiven Mantelzelllymphom zu verwechseln, das auch ein Non-Hodgkin-Lymphom der B-Lymphozyten ist.

## Epidemiologie
Während in Deutschland jährlich etwa 10–15 Non-Hodgkin-Lymphome pro 100.000 Personen auftreten, sind die Marginalzonen-Lymphome mit 5–17 % die zweithäufigste indolente Form. In den USA wurden 2016 7.460 Marginalzonen-Lymphome registriert. Sie treten in der Regel bei älteren Menschen auf, die Diagnose wird im Median mit 60 Jahren gestellt. Männer sind etwas häufiger betroffen.
Es gibt Hinweise, dass das nodale Marginalzonen-Lymphom häufiger bei Menschen auftritt, die in der metallverarbeitenden Industrie arbeiten, während bei der Milz-Form ein höheres Risiko bei Asthma und Verwendung von Haarfärbemitteln gefunden wurde.

## Subtypen
Es gibt drei Subtypen, die nach ihrer Lokalisation unterschieden werden:
- extranodal (50–70 %) – Das extranodale Marginalzonen-Lymphom ist die häufigste Form und entsteht in lymphatischen Geweben außerhalb lymphatischer Organe, also nicht in Lymphknoten oder Milz. Da es vorwiegend in Schleimhäuten auftritt, wird es auch als MALT-Lymphom bezeichnet, als mucosa-associated lymphoid tissue-Lymphom. Das mit einer Helicobacter-pylori-Infektion assoziierte MALT-Lymphom des Magens ist mit über 30 % die häufigste Form. Daher werden oft diese gastralen MALT-Lymphome von nicht-gastralen MALT-Lymphomen unterschieden. Nicht-gastrale MALT-Lymphome treten häufig im Gewebe um das Auge auf (ocular adnexal lymphoma, OAL) und finden sich auch in Speicheldrüsen, auf der Haut und auf Schleimhäuten, in der Lunge, der Schilddrüse und der Brust. Das MALT-Lymphom findet sich auch vermehrt in der Schilddrüse bei Hashimoto-Thyreoiditis und in den Speicheldrüsen bei Sjögren-Syndrom, zwei Autoimmunerkrankungen. Die meisten MALT-Lymphome sind lokalisiert, aber bis zu 20 % sind bei Diagnosestellung bereits fortgeschritten und disseminiert (Stadium IV).
- splenisch (splenic, 20 %) – das Marginalzonen-Lymphom entsteht primär in der Milz. Es besteht eine Assoziation mit einer Hepatis-C-Virus-Infektion.
- nodal (10 %) – das nodale Marginalzonen-Lymphom ist die seltenste Form und findet sich primär in Lymphknoten. Es ist bei Diagnosestellung oft bereits disseminiert. Aufgrund der Seltenheit und  klinischen und pathologischen Ähnlichkeiten mit den ebenfalls indolenten follikulären und kleinzellig-lymphozytischen Lymphomen wird es häufig wie diese behandelt.

In einigen Fällen treten Marginalzonen-Lymphome an mehreren Lokalisationen (multifokal) auf und eine Zuordnung zu einem Subtyp ist nicht immer möglich.
Einige Autoren postulieren einen vierten eigenständigen kutanen Subtypen, in den meisten Klassifikationen ist dieser jedoch Teil der extranodalen Form, als skin-associated lymphoid tissue lymphoma.

## Pathologie

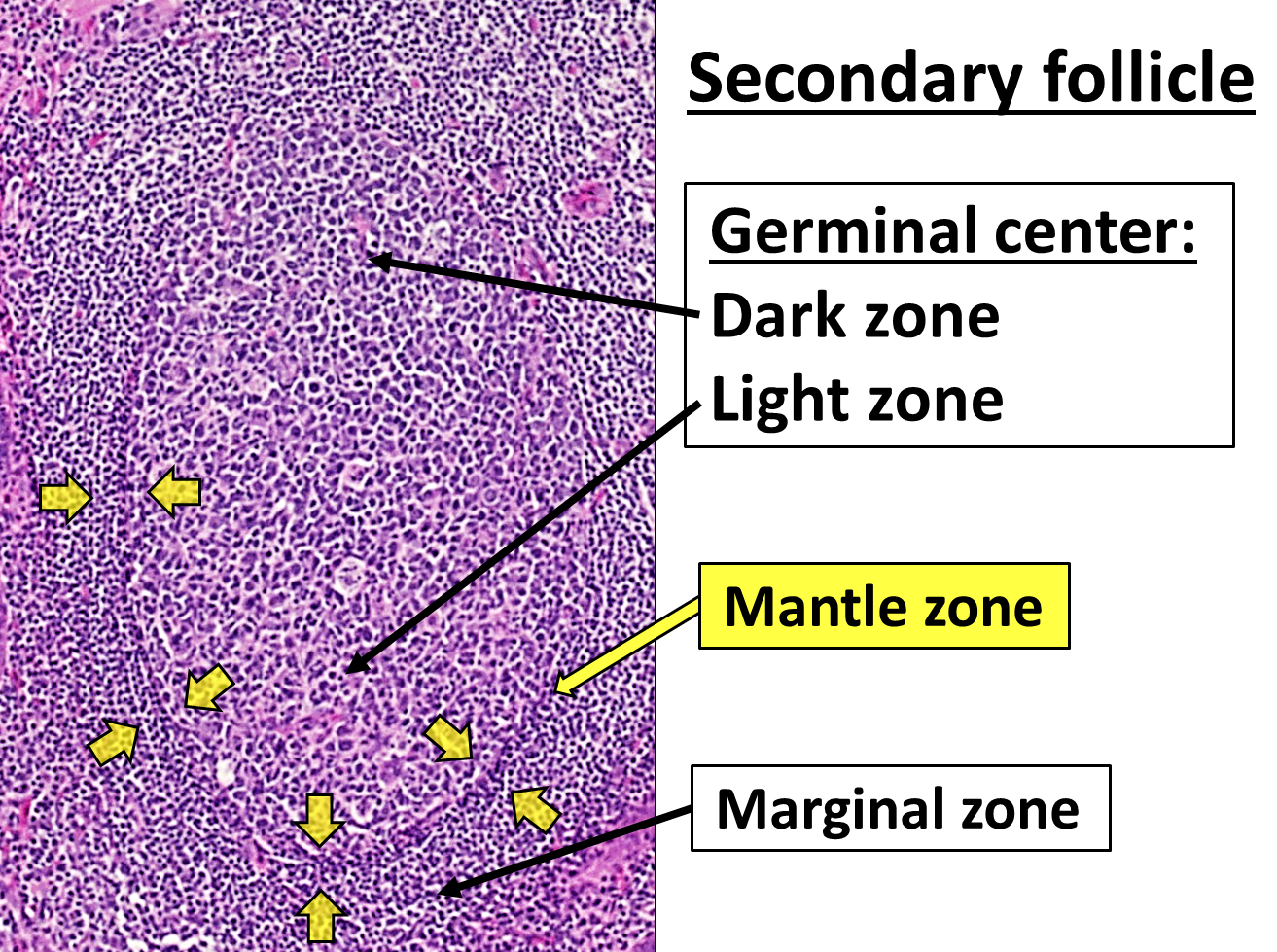
Histologie eines normalen Lymphfollikels mit der Marginalzone, die der Mantelzone aufliegt

Das Marginalzonen-Lymphom geht von B-Lymphozyten der namensgebenden Marginalzone in lymphatischen Geweben aus. Die Marginalzone liegt der Mantelzone auf, die wiederum Teil eines Lymphfollikels ist, das in jedem lymphatischen Gewebe vorkommt. Die Marginalzonen-B-Lymphozyten stellen eine eigene B-Lymphozyten-Form (MZ-B-Zellen) der angeborenen Immunantwort dar und sind bei der frühen Aktivierung bei bakteriellen Infekten aktiv. Sie bilden große Mengen an Immunglobulin M.
Chronische Infekte können ein Marginalzonen-Lymphom auslösen. Dies gilt besonders für die gastralen MALT-Lymphome, bei denen in 2/3 aller Fälle eine Helicobacter-pylori-Infektion vorliegt. Chlamydophila psittaci wird vermehrt bei Marginalzonen-Lymphomen der Schleimhäute und der Bindegewebe um die Augen („ocular adnexa“) gefunden, Borrelia burgdorferi bei kutaner Lokalisation und Achronobacter xylosoxidans bei einer Lokalisation in der Lunge. Hepatitis-C-Virus-Infektionen sind mit Marginalzonen-Lymphomen der Milz assoziiert.
Auch bei Autoimmunerkrankungen finden sich Marginalzonen-Lymphome häufiger, so beim Systemischen Lupus erythematodus. Auch beim Sjögren-Syndrom finden sich vermehrt Marginalzonen-Lymphome vor allem in den Speicheldrüsen, und beiin der Hashimoto-Thyreoiditis in der Schilddrüse.

## Klinik
Durch das indolente, also langsam fortschreitende Wachstum können Marginalzonen-Lymphome über viele Jahre ohne Symptome bleiben. Mit zunehmender Tumorlast und Verdrängung des normalen Gewebes kann es zu lokalen Symptomen kommen. Diese sind vom Subtyp abhängig:
- Beim Marginalzonen-Lymphom der Milz treten oft Bauchschmerzen auf, es findet sich in der Regel eine Milzvergrößerung (Splenomegalie). Typisch ist die Kombination (Trias) aus Splenomegalie, Zytopenie und Lymphozytose.  In einem Viertel der Fälle sind auch die Lymphknoten an der Milz vergrößert, normalerweise aber nicht periphere Lymphknoten. Bei einem Drittel der Patienten bestehen allerdings gar keine Symptome und die Diagnose erfolgt zufällig (inzidentiell).
- Beim nodalen Marginalzonen-Lymphom finden sich oft zahlreiche Lymphknotenschwellungen (Lymphadenopathie), in vielen Fällen über 5 cm Größe und in etwa der Hälfte der Fälle ist das Lymphom bereits disseminiert. Etwa in 10 % findet sich eine Paraproteinämie mit Immunglobulin M. Daher kann dieses Lymphom manchmal mit einer Waldenström-Makroglubulinämie verwechselt werden, weist aber nie die für diese typische Punktmutation L265P im MYD88-Gen auf.
- Beim extranodalen Marginalzonen-Lymphom sind Beschwerden abhängig vom Organbefall zu erwarten, und neben dem Magen, den Speicheldrüsen und den Augen-Anhangsgeweben kann praktisch jedes andere Gewebe auch betroffen sein und organtypische Beschwerden verursachen.

Daneben kann es zu allgemeinen unspezifischen Symptomen kommen, den sog. „B-Symptomen“ mit Fieber, ungewollter Gewichtsabnahme und Nachtschweiß. Auch eine Zytopenie kann auftreten.
Auch zeigt sich gelegentlich ein Erythem der Haut. Beobachtet werden auch vermehrt Müdigkeit und Antriebsverlust, was aber ebenso wenig spezifisch ist.

## Diagnose
Zur Diagnosestellung ist eine Gewebeentnahme (Biopsie) notwendig, v. a. zur Abgrenzung zu anderen B-Zell-Lymphomen, die nicht immer einfach ist.
In der Immunhistochemie sind die generellen B-Zell-Marker CD19, CD20, CD22 und CD79a positiv, hingegen sind CD5, CD10 und CD23 negativ.
Zur Diagnose zählt auch das Staging, um die Größe, Ausbreitung und Aggressivität des Marginalzonen-Lymphoms zu beurteilen. Dafür können je nach Subtyp eine Knochenmarkbiopsie, Röntgenaufnahmen des Thorax und besodners beim MALT-Lymphom Magenspiegelung (Gastroskopie) und Darmspiegelung (Koloskopie) sowie Ultraschall-Untersuchungen notwendig sein. Auch ein PET-Scan kann hilfreich sein.
Das seltene nodale Marginalzonen-Lymphom wird wie das ähnliche follikuläre Lymphom meist nach der Ann-Arbor-Klassifikation eingeteilt. Beim gastrointestinalen MALT-Lymphom wird oft das Lugano-System oder die Paris-Klassifikation zum Staging eingesetzt.
Beim Marginalzonen-Lymphom der Milz finden sich manchmal charakteristische Lymphozyten im peripheren Ausstrich, die bipolare zytoplasmatische villöse Ausziehungen und runde Zellkerne aufweisen und pathognomonisch sind.

## Prognose
Marginalzonen-Lymphome haben für Lymphome generell eine exzellente Prognose mit mehr als der Hälfte Überlebender nach zehn Jahren nach Diagnosestellung.
Eine Transformation in ein aggressives Diffuses großzelliges B-Zell-Lymphom kann auftreten, mit einer Inzidenz von 3–8 % innerhalb der ersten zehn Jahre nach Diagnosestellung:

## Therapie
Die Therapie hängt von vielen Faktoren ab, vor allem vom Staging, vom Subtyp bzw. der primären Lokalisation, und aufgrund es oft höheren Alters auch vom allgemeinen Gesundheitszustand und von Begleiterkrankungen. Allgemein kann die Therapie danach stratifiziert werden, ob ein lokales oder ein fortgeschrittenes symptomatisches Marginalzonen-Lymphom vorliegt.
Eine Sonderform ist das Helicobacter-pylori-assoziierte MALT-Lymphom, das in vielen Fällen durch eine Eradikation des Helicobacter pylori behandelt werden kann. Auch beim splenischen Marginalzonen-Lymphom wurde bei wenigen Patienten mit Hepatitis-C-Virus-Infektion eine erfolgreiche Behandlung durch eine antivirale Therapie berichtet.
Bei der lokalen Form ist auch eine fokussierte Strahlentherapie ein kurative Behandlung, die prinzipiell in allen Gewebe-Lokalisationen angewandt werden kann.
Bei lokalem Auftreten ist weiterhin eine chirurgische Entfernung möglich, etwa der betroffenen Lymphknoten oder Speicheldrüsen. Bevor Rituximab die Therapie revolutioniert hat, war die Milzentfernung (Splenektomie) die Standardtherapie beim Marginalzonen-Lymphom der Milz, nun wird sie eher bei Versagen der primären Therapie eingesetzt.
In vielen Fällen besteht trotz eines fortgeschrittenen Stadiums keine Symptomatik, so dass oftmals keine Therapie eingeleitet wird, sondern in regelmäßigen Abständen kontrolliert wird. Dies wird im Englischen gern als watch and wait oder watchfull waiting bezeichnet.
Liegen im fortgeschrittenen Stadium jedoch lokale oder allgemeine Symptome vor, wie B-Symptome, wird eine Therapie notwendig. Therapiestandard ist heute die Immuntherapie allein oder in Kombination mit einer Chemotherapie.
Das am häufigsten eingesetzte Mittel ist der monoklonale Antikörper Rituximab, der gegen das Oberflächenantigen CD20 gerichtet ist, das auf allen B-Lymphozyten und damit auch auf den Marginalzonen-Lymphomzellen vorkommt.
Häufig wird Rituxumab mit einem Chmeotherapeutikum kombiniert, besonders oft mit Bendamustin. Auch bei einem großen fortgeschrittenen Marginalzonen-Lymphom ist eine vier- bis sechsmonatige Therapie mit Rituximab und Bendamustin oft erfolgreich, mit über 90 % dauerhaftem Ansprechen und über zwei Drittel der Patienten noch nach vier Jahren in Remission. Bendamustin erhöht aber das Risiko für Infektionen und führt häufig zu einer Panzytopenie.
Andere Immuntherapeutika, die zum Einsatz kommen, sind Bruton-Tyrosinkinase (BTK)-Inhibitoren wie Ibrutinib oder BCL2-Inhibitoren wie Venetoclax. Auch drei Phosphoinositid-3-Kinasen (PI3K)-Inhibitoren wurden bis 2022 von der amerikanischen FDA für refraktäre oder rezidivierte Marginalzonen-Lymphome zugelassen: der PI3Kδ-Inhibior Idelalisib war der erste dieser Gruppe, es folgten der Pan-PI3K-Inhibitor Copanlisib und Umbralisib als dualer PI3Kδ- und Caseinkinasen-1-ε-Inhibitor, der bereits ein Jahr später seien Zulassung wieder verlor. Auch Parsaclisin und Zandelisib sind PI3K-Inhibitoren, deren Wirkung untersucht wird, die aber noch nicht zugelassen sind (Stand 2022).
Als Chemotherapeutika kommen auch Chlorambucil in Frage, früher allein oder in Kombination mit anderen Chemotherapeutika, heute immer mit einem Immuntherapeutikum, meistens mit Rituximab.
Bei fortgeschrittenen Formen kann auch eine Kombinations-Chemotherapie eingeleitet werden, wie sie auch bei aggressiveren Lymphomen Verwendung findet. Besonders „R-CVP“ mit Rituximab, Cyclophosphamid, Vincristin und Prednisolon oder „R-CHOP“ zusätzlich mit Doxorubicin werden oft verwendet.
Weiterhin gibt es auch Einzelerfahrungen mit der CAR-T-Zell-Therapie, die aber eher bei aggressiven Lymphomformen ihren Platz hat. So wird Axicabtagen Ciloleucel bei rezidivierenden oder therapierefraktären indolenten B-Zell-Lymphomen getestet, bei allerdings hoher neurologischer Toxizität und bisher eher enttäuschenden Ergebnissen.
Auch eine Kombination aus Rituximab und Lenalidomid, einem bei multiplem Myelom erfolgreich eingesetzten Immunmodulator, zeigen in einzelnen Studien eine gute Wirkung.
Daneben gibt es zahlreiche neue Wirkstoffe und Kombinationen, mit denen erste Studien begonnen wurden, so durch die „German Lymphoma Alliance e.V.“ unter anderem Pembrolizumab und Obinututzumab.